# Frontallobsdegeneration av icke-Alzheimer-typ
Frontallobsdegeneration av icke-Alzheimer-typ svarar för 9 % av alla demenser i Sverige. 
Nervcellsförtviningen inskränker sig ofta till pannlobernas ytliga barklager, men i en tredjedel av fallen drabbas även främre delarna av tinningloberna. Skadan ter sig vanligen okarakteristisk och mild med endast lättare hjärnskrumpning. Orsaken till denna form av demens är i de flesta fallen okänd. Förekomst i vissa släkter talar starkt för ärftliga faktorers betydelse; man har här funnit tecken på genabnormitet (mutation) på kromosom 3 och 17.